# Пийт Бест
Пийт Бест е първият барабанист на Бийтълс от август 1960 до август 1962. През 1962 г. е заместен от барабаниста Ринго Стар. През 1995 г. останалите живи членове на групата издават „Anthology I“, която включва няколко записани с Бест песни от началото на 60-те години.